# Райнингхаус, Карл
Карл Ра́йнингхаус (нем. Carl Reininghaus; 11 февраля 1857, Грац — 29 октября 1929, Вена) — австрийский предприниматель и меценат. Коллекционер австрийского модерна.

## Биография
Карл Райнингхаус — старший сын Юлиуса и Эмилии Райнингхаус. Отец являлся совладельцем грацской пивоварни. После его смерти долю в предприятии выкупил дядя Иоганн Петер Райнингхаус. Промышленные предприятия из отцовского наследства обеспечивали Карлу финансовую независимость.
Карл Райнингхаус собирал произведения искусства и занимался меценатством. К 1900 году Райнингхаус был обладателем одной из самых крупных коллекций в Штирии, в которую входили полотна Ганса Макарта, Ганса Томы и Вильгельма фон Каульбаха, а также «несколько старых итальянцев». По личным причинам Райнингхаус переехал из Граца в Вену, где увлёкся коллекционированием произведений модерна. Райнингхаус поддерживал близкие отношения с Густавом Климтом, Эгоном Шиле и другими художниками Венского сецессиона. Он приобрёл несколько работ Фердинанда Ходлера. В 1907 году Райнингхаус приобрёл «Бетховенский фриз», созданный к XIV выставке сецессионистов, в 1915 году он продал его Августу Ледереру. В завещании Карл Райнингхаус выразил пожелание, чтобы его художественную коллекцию по возможности сохранили целиком, но в сложной ситуации мирового экономического кризиса отдельные экспонаты пришлось распределить между наследниками и реализовать через антикварные магазины и аукционные дома в Вене и Швейцарии.